# Route 950 (Nouveau-Brunswick)
Pour les articles homonymes, voir Route 950.
La route 950 est une route locale du Nouveau-Brunswick située dans le sud-est de la province, desservant la région de Cap-Pelé, soit une région mixte, tant boisée qu'agricole. Elle mesure 22 kilomètres, et est pavée sur toute sa longueur.

## Tracé
La 950 débute au sud-ouest de Cap-Pelé, à la sortie 53 de la route 15, comme la suite de la route 945. Elle commence par contourner Cap-Pelé par l'ouest, croisant notamment la route 133, puis passant près du lieu touristique de la plage de l'Aboiteau. Elle suit ensuite la côte du détroit de Northumberland, passant au nord de Cap-Pelé, en plus de passer dans Bas-Cap-Pelé et Trois-Ruisseaux. À Petit-Cap, elle bifurque vers le sud pour rejoindre la route 15 à Shemogue, alors qu'elle n'est pas une autoroute à accès limité. 

## Intersections principales
| route 950            |           |    |                                                              |                                               |
| Comté                | Location  | km | Intersection/Destinations                                    | Notes                                         |
| Comté de Westmorland | Cap-Pelé  | 0  | R-15, R-945 sud, Saint-André-de-Shédiac, Shédiac, Port Elgin | sortie 53 de la 15; extrémité ouest de la 950 |
| Comté de Westmorland | Cap-Pelé  | 2  | R-133 (chemin Acadie), Cap-Pelé centre, Barachois            |                                               |
| Comté de Westmorland | Petit-Cap | 22 | R-15, Shédiac, Port Elgin, Île du Prince-Édouard             | extrémité est de la 950                       |
| Bleu: échangeur      |           |    |                                                              |                                               |